# Satz von Finsler-Hadwiger

Satz von Finsler-Hadwiger

Der Satz von Finsler-Hadwiger (nach Paul Finsler und Hugo Hadwiger) ist eine Aussage aus der Elementargeometrie, die eine Eigenschaft von zwei Quadraten mit einem gemeinsamen Eckpunkt beschreibt.
Für zwei Quadrate {\displaystyle \square ABCD} und {\displaystyle \square AB^{\prime }C^{\prime }D^{\prime }} mit gemeinsamem Punkt {\displaystyle A} und Mittelpunkten {\displaystyle F} und {\displaystyle H} seien {\displaystyle E} und {\displaystyle G} die Mittelpunkte der Strecken {\displaystyle B^{\prime }D} und {\displaystyle D^{\prime }B}, dann ist das Viereck {\displaystyle \square EFGH} ebenfalls ein Quadrat.
Finsler und Hadwiger beschrieben diesen Satz 1937 in einem Artikel über Relationen am Dreieck, unter denen sich auch die ebenfalls später nach ihnen benannte Ungleichung von Hadwiger-Finsler befand.